# تام گریس
تام گریس (انگلیسی: Tom Gries؛ ۲۰ دسامبر ۱۹۲۲ – ۳ ژانویهٔ ۱۹۷۷) یک کارگردان، و فیلم‌نامه‌نویس اهل ایالات متحده آمریکا بود.
از فیلم‌ها یا مجموعه‌های تلویزیونی که وی در آن‌ها نقش داشته است می‌توان به گذرگاه بریکهارت اشاره نمود.